# بیچون پائین
بیچون پائین روستایی است در شرق شهرستان بروجرد در استان لرستان. این روستا در دهستان والانجرد در بخش مرکزی این شهرستان قرار دارد.

## جمعیت
این روستا در دهستان والانجرد قرار دارد و براساس سرشماری مرکز آمار ایران در سال ۱۳۸۵، جمعیت آن ۱۰۴۸نفر (۳۱۲خانوار) بوده‌است، که از این میان ۴۲۸ نفر مرد و بقیه زن بوده‌اند. شغل اکثر اهالی این روستا کار در کوره‌های آجرپزی می‌باشد و اخیراً" معمار و گچ‌کار و بناهای ماهری از این روستا برخواسته‌اند و در تهران و سایر شهرهای بزرگ فعالیت دارند. پس از زلزله بروجرد عده‌ای از اهالی به منطقه سه تیته مهاجرت کرده و روستای جدیدی را ایجاد کرده‌اند.